# 野村祐人
野村 祐人（のむら ゆうじん、Eugene Nomura、1972年〈昭和47年〉5月2日 - ）は、日本の俳優、映画プロデューサー。東京都出身。現在はロサンゼルス在住。

## 略歴
東京都調布市のアメリカンスクールに学んだことから英会話に堪能。
1987年、NHKのテレビドラマ『絆』で主演デビュー。以後テレビドラマ・映画・舞台などに出演する傍ら、プロデューサーとして制作も行っている。
2013年、母とともにハリウッド映画『終戦のエンペラー』のプロデュースを手掛ける。
2015年 - 2017年には、LDH USAのCEOとなるなど、2020年 - 2022年Amazon Prime Videoのクリエイティブ・コンサルタントとして『ザ・マスクド・シンガー』『Bake Off』『Homestay』のキャスティング、プロデュースチームに加わるなど日米の橋渡し的存在を担っている。
ザ・マスクド・シンガー（英: The Masked Singer Japan）は、Amazon Prime Videoで配信されている音楽バラエティ番組。MCは大泉洋が務める。。

## 人物
父はジョニー野村。母は奈良橋陽子。妹の野村玲奈はニューヨーク市のアクターズ・スタジオを卒業した女優で、アメリカ映画『ビューティフル・マインド』（2001年）に出演した。活動名は、「Lyena Nomura」と表記している。
1999年、シェイプUPガールズの今井恵理と結婚。2009年、第1子となる男児が誕生。

## 出演

### 映画
- She's Rain（1993年） - タカノブ 役
- シュート!（1994年） - 白石健二の実家・白石自動車の従業員 役
- 800 Two Lap Runners（1994年） - 中澤龍二 役
- キャンプで逢いましょう（1995年） - 熊田豊彦 役
- 必殺! 主水死す（1996年） - 清太 役
- 大統領のクリスマスツリー（1996年）
- お日柄もよくご愁傷さま（1996年） - 宮本 役
- THE YAKUZA炎の復讐（1999年） - 鋭二 役
- 漂流街～THE HAZARD CITY～（2000年）
- 劇場版 仮面ライダー龍騎 EPISODE FINAL（2002年） - レストランの客 役（ディレクターズカット版）
- 壬生義士伝（2003年） - 土方歳三 役
- アイデン&ティティ（2003年）
- あずみ2（2005年） - 侍Z 役
- 新 影の軍団シリーズ
  - 新 影の軍団 最終章（2006年） - 朝鮮皇室警備隊・ヤン 役
- 蒼き狼 〜地果て海尽きるまで〜（2007年） - ボオルチュ 役
- 神様のパズル（2008年）
- 笑う警官（2009年） - 町田 役 / プロデューサー
- TAJOMARU（2009年） - アソシエイト・プロデューサー
- シュアリー・サムデイ（2010年） - アソシエイト・プロデューサー
- 終戦のエンペラー（2013年） - プロデューサー
- フリー・ガイ（2021年） - 日本語レポーター

### テレビドラマ
- 絆（1987年10月24日、NHK） - 矢野友也 役
- 再婚します。（1988年、フジテレビ）
- 凛凛と（1990年、NHK）
- 学校へ行こう!（1991年、フジテレビ）
- いつも心に太陽を（1994年、TBS） - 相川俊男 役
- 家族A（1994年、TBS） - 伊集院薫 役
- 北の国から'95 秘密（1995年、フジテレビ）
- 刑事追う!（1996年、テレビ東京） - 北村刑事 役
- 東京卒業  (1996年、TBS）
- 3番テーブルの客（1996年、フジテレビ）
- いとしの未来ちゃん（1997年、テレビ朝日）
  - 第10話「マーズ・アタック!」
  - 第11話「シザーハンズ」
- きらきらひかる（1998年、フジテレビ） - 森田和也 役
- 金曜エンタテイメント「獣医・佐久間亜里 ペット誘拐殺人事件」（1998年、フジテレビ）
- 連続テレビ小説「すずらん」（1999年、NHK）
- こちら本池上署（2004年） - 高杉大二郎 役
- 眼科医 小室瞳の推理カルテ 2（2002年、テレビ朝日） - 戸村隼人 役
- 鉄道捜査官（テレビ朝日） - 久我達也刑事 役
  - 第4作「愛と哀しみの飯田線 諏訪湖〜名古屋 三本の列車の時刻表トリック!」（2004年）
  - 第5作「殺意の函館本線 札幌〜函館 上り線 下り線 ダイヤトリック」（2005年）
  - 第6作「岡山発 特急スーパーやくもの殺意 殺人を予告された社長が殺された！グリーン車密室トリックの謎」（2005年）
  - 第7作「－大井川SL急行密室展望車の殺意！－黒衣の花嫁が遺したハイヒールの罠!? 時刻表に仕掛けられた謎の連続殺人!!」（2006年）
  - 第8作「山形鉄道フラワー長井線 狙われた終着駅！死体が線路際を歩いた!? 密室列車内の泥だらけ毒殺トリック」（2007年）
- 刑事・鬼貫八郎 17（2004年、日本テレビ） - 原田和則 役
- 陽炎の辻〜居眠り磐音 江戸双紙〜 (NHK) - 細井且村 役
- ラブシャッフル（2009年、TBS） - 香川浩介 役
- ドラマスペシャル「名探偵キャサリン」（テレビ朝日）
  - 「花の棺」（2015年） - 山下清春 役
  - 「消えた相続人」（2016年） - 山下清春 役
- TOKYO VICE（2022年4月7日 - 6月12日 、HBO Max・WOWOW） - コバヤシ 役

### Vシネマ
- ハートブレイクは昨日まで（1991年、東芝映像ソフト）
- 喧嘩ラーメン（1996年、ケイエスエス） - 義経 役
- ザ・ヤクザ 炎の復讐（1999年）
- 借王（シャッキング）8 狙われた学園（2001年、日活） - シゲモト修 役
- 悲しきヒットマン 蒼き狼（2001年） - 主演・龍神会組員 加納鉄次 役
- 劇場版 仮面ライダー龍騎 EPISODE FINAL ディレクターズカット版（2003年、東映ビデオ） - レストランの客 役
- 極道甲子園（2004年） - 神田(空き巣のスペシャリスト) 役
- 死刑確定 I（2004年）
- 首領を殺れ（2010年）
- 日本統一39（2020年） - Jimmy Ogata-武器商人
- 日本統一外伝 山崎一門（2020年） - Jimmy Ogata 武器商人
- 下町任侠伝 鷹1,2（2020年） - 鷹羽栄治

### 声の出演
- 蟲師（2006年、フジテレビ） - 蟲師 役
- デトロイト・メタル・シティ OVA版 - ジャック・イル・ダーク ※英語
- Sanctuary Netflix - Ensho ※英語 2023
- Bloodhounds Netflix - Kim Yong Gil ※英語 2023

### 配信映画
- 次元大介（2023年10月13日、Amazon Prime Video）[4]

### 配信ドラマ
- フクロウと呼ばれた男（2024年4月24日 - 5月8日、Disney+） - マックス・ムラタ 役[5]

## 作品

### 映画（作品）
- TAJOMARU（2009年） - アソシエイトプロデューサー
- シュアリー・サムデイ（2010年） - アソシエイトプロデューサー
- 終戦のエンペラー（2013年） - プロデューサー
- 手をつないでかえろうよ〜シャングリラの向こうで〜（2016年） - プロデューサー

## 受賞
- 第49回毎日映画コンクール スポニチグランプリ新人賞 - 800 TWO LAP RUNNERS （1995年）
- 第68回キネマ旬報ベスト・テン 新人男優賞 - 800 TWO LAP RUNNERS （1995年）